# Línea 31 (Dbus)
La línea 31 de Dbus conecta los barrios de Inchaurrondo, Gros, el Centro, Ayete, los hospitales (en Miramón-Zorroaga), Amara, Loyola, el polígono 27 (en Martutene) y Alza. Este trazado cubre la mayoría de los barrios de la ciudad.
Esta línea ha tenido múltiples recorridos. El mayor cambio de ellos, el que cambió el trazado a uno prácticamente como al actual fue en 2008, cuando el recorrido (en ese momento Gros-Centro-Ayete-Hospitales) fue prolongado por ambos lados.
Dado el gran recorrido de la línea, aunque en el esquema solo aparezcan dos terminales, en la práctica tiene 6 paradas terminales donde el bus debe esperar a su hora para continuar su recorrido.

## Paradas

### Santa Bárbara
- Zubiaurre Puente
- Alto de Miracruz 13 14 24 46
- Ulia 13 14 46
- Toki Eder 13 24 46
- Jesuitak 13 24 46
- Mariaren Bihotza 13 24 37 46
- Kursaal 13 29 37 42
- Boulevard 13 5 8 9 13 21 25 26 28 29 42
- Urbieta 6 19 23 26 32 36 46
- San Bartolomé 10 19
- Londaitz 19
- La Cumbre 19 35
- Izaburu 35
- Munto 19 35
- Palacio de Ayete 19 35
- Oriamendi - Etxadi 19 35
- Oriamendi 20 35
- Oriamendi 68 35
- Oriamendi 86 35
- Oriamendi 112 35
- Mikeletegi 6 35
- Mikeletegi 12 17 28 35
- Poliklinika II 17 28 35
- Onkologikoa II 17 28 35
- Ospitalea II 17 28 35
- Donostiako Ospitalea II 17 28 35
- Txiskuene 17 28
- Begiristain II 17 28
- Zorroaga-Anoeta
- Toribio Alzaga 24 26
- Barcelona 10 24 26 41
- Barcelona 26 24 26 41 E21
- La Salle 24 26 41
- Loiola 12  26 41
- Hipika 12  26 41
- Renfe Loiola  26 41
- Antzieta  26 41
- Rotonda Polígono 27 26
- Herrera 20 13 27
- Herrera 42 13 27
- Errota Bekoa 13
- Santa Bárbara 13 27 38

### Hacia Zubiaurre Puente
- Santa Bárbara 13 27 38
- Nerecan 13 27 38
- Txapinene 13
- San Martzial 13 27 38
- Martillun 13 27 38
- Larratxo 46 13 24 27 33 38
- Larratxo III 24 27 38
- Rotonda Polígono 27 26
- Kartzela 26 41
- Antzieta 31 26 41
- Txomin Enea 26 41
- Hípica Cuarteles 26 41
- Patxillardegi 24 26 27 41
- Loiola-Topo 24 26 27 41
- Loiola Parking 24 26 27 41
- Barcelona 35 26 27 41 E21
- Barcelona 15 26 27 41
- Gregorio Ordóñez 26 27
- Anoeta 17 28 37
- Begiristain I 17 28
- Lorearte 17 28
- Donostiako Ospitalea I 17 28 35
- Ospitalea I 17 28 35
- Onkologikoa 17 28 35
- Poliklinika I 17 28 35
- Mikeletegi - Miramon 17 28 35
- Mikeletegi 5 35
- Intxaurdegi 35
- Oriamendi - Katxola 35
- Oriamendi - Pakea 35
- Oriamendi 19 35 45
- Ayete 93 19 35 45
- Palacio de Ayete II 19 35
- Munto 19 35
- Iza 19 35
- Ayete 1 19 35
- Marianistas 19
- Buen Pastor 5 16 18 19 25 33 40
- Libertad 3 33
- Pinares Mirakruz 14 14 29 33 36 46
- Plaza Vasconia 13 14 27 29 33 36 37 46
- Ategorrieta 36
- Maestro Arbós Zubiaurre 10 8
- RENFE Zubiaurre 27 8
- Zubiaurre 40
- Zubiaurre 64
- Zubiaurre Puente